# آلفونسو پدراسا
آلفونسو پدراسا (انگلیسی: Alfonso Pedraza؛ زادهٔ ۹ آوریل ۱۹۹۶) بازیکن فوتبال اهل اسپانیا است که در پست هافبک برای باشگاه فوتبال ویارئال بازی می‌کند.
وی همچنین در تیم‌های ملی فوتبال زیر ۱۹ سال اسپانیا و زیر ۲۱ سال اسپانیا بازی کرده‌است.